# Lusotitan
Lusotitan is een geslacht van plantenetende sauropode dinosauriërs dat tijdens het late Jura leefde in het gebied van het huidige Portugal. De enige bekende soort is Lusotitan atalaiensis.

## Naamgeving en vondst
In 1957 benoemden en beschreven Albert-Félix de Lapparent en Georges Zbyszewski een nieuwe soort van Brachiosaurus: B. atalaiensis. De soortaanduiding verwijst naar Atalaia, de vindplaats. In 2003 benoemden Octávio Mateus en Miguel Telles Antunes hiervoor een apart geslacht: Lusotitan. De geslachtsnaam is afgeleid van Luso, de oude Latijnse naam voor een inwoner van Lusitania, en Titaan, een reus uit de Griekse mythologie.
Er zijn nabij Peralta in 1947 door Manuel de Matos en Pedro Carreira de Deus in de Sobralformatie, die stamt uit het Tithonien, verschillende specimina gevonden van Lusotitan. De Lapparent wees daaruit nooit een holotype aan. Mateus maakte in 2003 het meest complete specimen het lectotype. De skeletdelen hebben de inventarisnummers MIGM 4798, 4801-10, 4938, 4944, 4950, 4952, 4958, 4964-6, 4981-2, 4985, 8807, 8793-5. Het materiaal bestaat uit een gedeeltelijk skelet zonder schedel. Bewaard zijn gebleven: 28 wervels: de twee voorste halswervels, een middelste ruggenwervel, twee wervelbogen, drie voorste staartwervels en een reeks van achttien aaneengesloten staartwervels; twaalf chevrons; ribfragmenten; een vermoedelijk schouderblad; het uiteinde van een niet bepaald armbeen, twee opperambeenderen; de bovenkant van een linkerellepijp; een spaakbeen; een gedeeltelijk darmbeen; een linkerzitbeen; een linkerschaambeen; een linkerscheenbeen; de bovenkant van een rechterkuitbeen en een rechtersprongbeen.
De andere specimina bestaan uit losse wervels gevonden bij Areia Branca, Porto Novo (Maceira), Alcobaça, Cambelas en Praia das Almoinhas.
Het lectotype werd in 2013 en 2016 in meer detail beschreven.

## Beschrijving
Lusotitan is een reusachtige sauropode met lange voorpoten en, gezien de stand van het darmbeen, een aflopende rug. De lengte is geschat op ruwweg 25 meter.
Mateus gaf in 2003 als diagnostische eigenschappen: de middelste ruggenwervels hebben zeer grote ploerocoelen, uithollingen aan de zijkant; de voorste staartwervels bezitten brede zijuitsteeksels; de middelste staartwervels hebben doornuitsteeksels die bijna verticaal georiënteerd zijn; de wervelcentra van de achterste staartwervels zijn van voren bol; de wervelcentra van het achterste deel van de staart zijn afgeplat; het bekken is smal; er bevindt zich een uitholling op de achterste bovenrand van het darmbeen; het achterblad van het darmbeen is groot en er zit geen uitholling boven het uitsteeksel dat naar het zitbeen leidt; een opening in het schaambeen, het foramen obturatorium, is gesloten; het uiteinde van het schaambeen is in de lengterichting vergroot; het scheenbeen buigt naar bezijden uit; het boveneind van het kuitbeen is niet rond maar hoekig.
In 2016 werd een herziene lijst van onderscheidende kenmerken gegeven. Sommige daarvan zijn autapomorfieën, afgeleide unieke eigenschappen. Bij de eerste sacrale wervel draagt de richel tussen het doornuitsteeksel en het achterste gewrichtsuitsteeksel een kleine naar buiten gerichte spoor op de middelste hoogte van het doornuitsteeksel. Er bevinden zich langwerpige of T-vormige diepe uithollingen overdwars in de middelste staartwervels.Er bevinden zich ronde uithollingen in de onderkanten van de middelste tot achterste staartwervels, gelegen voor de positie van de achterste facetten voor de chevrons.
Verder is er een unieke combinatie van op zich niet unieke kenmerken. De voorste staartwervels hebben ribben die in achteraanzicht naar boven en bezijden bollen. De voorste en middelste staartwervels hebben achterste gewrichtsuitsteeksels die overdwars afgeplat zijn, zodanig dat ze ver achter de achterrand van de wervelboog uitsteken. De chevrons zijn bovenaan gesloten of overbrugd. Het schaambeen heeft een korte schacht. De schacht van het schaambeen steekt sterk schuin naar voren vergeleken met de tak naar het zitbeen. De schacht van het schaambeen  draagt aan de voorrand een afgerond uitsteeksel.

## Fylogenie
Lusotitan is in 2003 door Mateus toegewezen aan de Brachiosauridae, zij het zonder exacte kladistische analyse. De plaatsing is problematisch door het gebrek aan schedelmateriaal en de omstreden fylogenie van de Brachiosauridae zelf. In ieder geval lijkt de soort deel uit te maken van de ruimere Titanosauriformes.